# Bundesverfassung der Schweizerischen Eidgenossenschaft

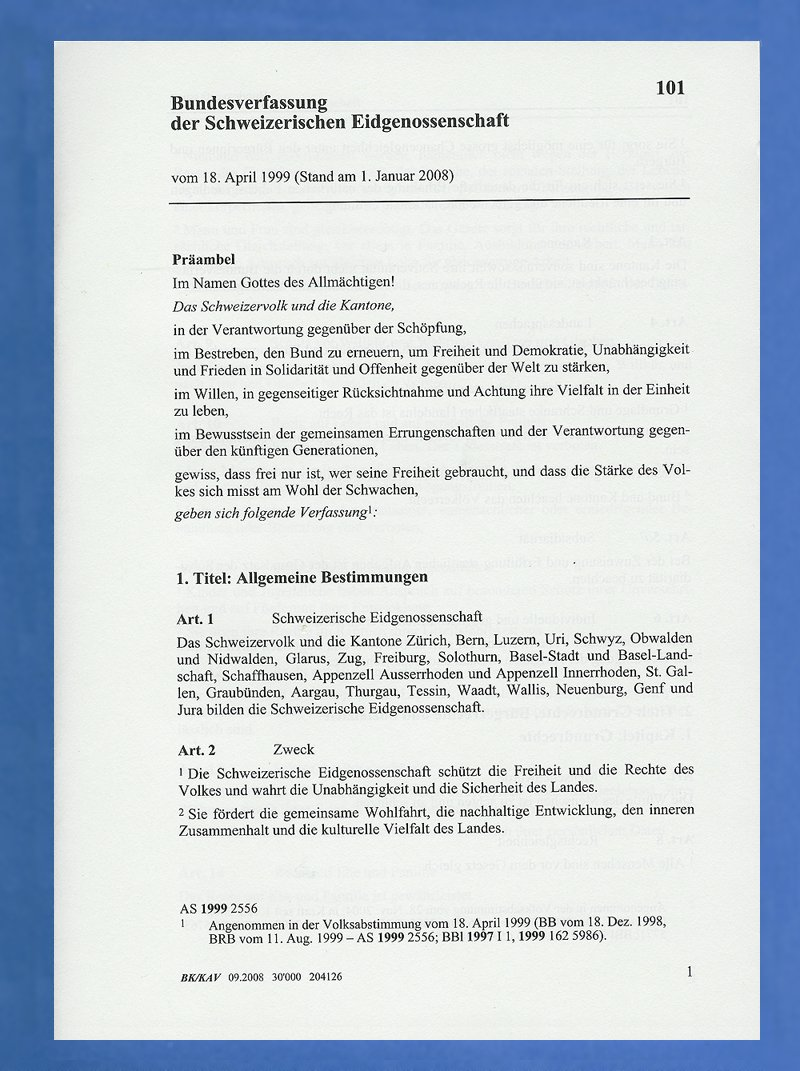
Erste Seite der Bundesverfassung (Stand 1. Januar 2008)

Die Bundesverfassung der Schweizerischen Eidgenossenschaft (französisch Constitution fédérale de la Confédération suisse, italienisch Costituzione federale della Confederazione Svizzera, rätoromanisch Constituziun federala da la Confederaziun svizraⓘ) vom 18. April 1999 (abgekürzt BV, SR 101) ist die Verfassung der Schweiz. Sie ist das oberste Rechtsdokument der Schweiz – nur ganz bestimmte völkerrechtliche Normen stehen über ihr (ius cogens) oder mit ihr auf gleicher Stufe (EMRK, UNO Pakte I und II).
Die Bundesverfassung kann jederzeit auf Anregung der Bundesbehörden oder des Volkes geändert werden. Dafür bedarf es der Zustimmung der Mehrheit des Volkes sowie der Kantone (Doppeltes Mehr). Die Verfassung kennt nur eine materielle Schranke: Eine Norm darf nicht dem ius cogens zuwiderlaufen. Grundrechte dürfen aber eingeschränkt und wohl auch abgeschafft werden.
Die geltende Bundesverfassung aus dem Jahr 1999 ist die dritte Verfassung. Sie geht zurück auf die erste Bundesverfassung vom 12. September 1848, mit der die Schweiz vom Staatenbund zum Bundesstaat geeint wurde. Zuvor gab es auch schon einer Verfassung ähnelnde Dokumente, etwa die Mediationsakte oder den Bundesvertrag. Im Jahr 1874 wurde eine Verfassung verabschiedet, die die Staatsgewalt stärker zentralisierte und die demokratische Rechte ausbaute, ohne jedoch an den Grundfesten des Staatswesens zu rütteln. 1999 wurde die Verfassung insbesondere sprachlich totalrevidiert und das vom Bundesgericht geschaffene ungeschriebene Verfassungsrecht «nachgeführt», d. h. kodifiziert.

## Stellung in der Normenhierarchie
Die Bundesverfassung steht auf der obersten Stufe des schweizerischen Rechtssystems. Ihr sind sämtliche Erlasse des Bundes (Bundesgesetze, Verordnungen, Bundesbeschlüsse) und Erlasse der Kantone und der Gemeinden untergeordnet. Grundsätzlich dürfen diese daher der Bundesverfassung nicht widersprechen. Eine Ausnahme bildet das zwingende Völkerrecht (ius cogens), dem die Bundesverfassung untergeordnet ist. Auf gleicher Stufe wie die Bundesverfassung stehen völkerrechtliche Verträge, die dem Menschenrechtsschutz dienen. Das sind beispielsweise die EMRK oder die UNO-Pakte I und II.
Die Bundesverfassung schliesst allerdings die direkte (abstrakte) gerichtliche Anfechtung von «Akten» (d. h. rechtsetzenden Bestimmungen und Einzelakten) der Bundesversammlung und des Bundesrates aus (Art. 189). Die Überprüfung einer Verordnung des Bundesrates oder der Bundesversammlung durch das Bundesgericht auf ihre Verfassungsmässigkeit ist aber in konkreten Anwendungsfällen möglich, ausser wenn ihr Inhalt durch die nicht anfechtbare Delegationsbestimmung im Gesetz gedeckt ist. Bundesgesetze und Völkerrecht sind für das Bundesgericht und die anderen rechtsanwendenden Behörden massgebend (Art. 190), d. h., gegen ihre Anwendung ist keine Beschwerde vor einem Schweizer Gericht möglich. Es gibt somit keine Verfassungsgerichtsbarkeit für Bundesgesetze. Diese spezielle Regelung ist Ausdruck eines speziellen Rechtsstaatsverständnisses: Die von der Volksvertretung erlassenen – und allenfalls in einem Referendum vom Stimmvolk angenommenen – Gesetze sollen nicht durch ein Gericht ausser Kraft gesetzt werden können.

## Geschichte

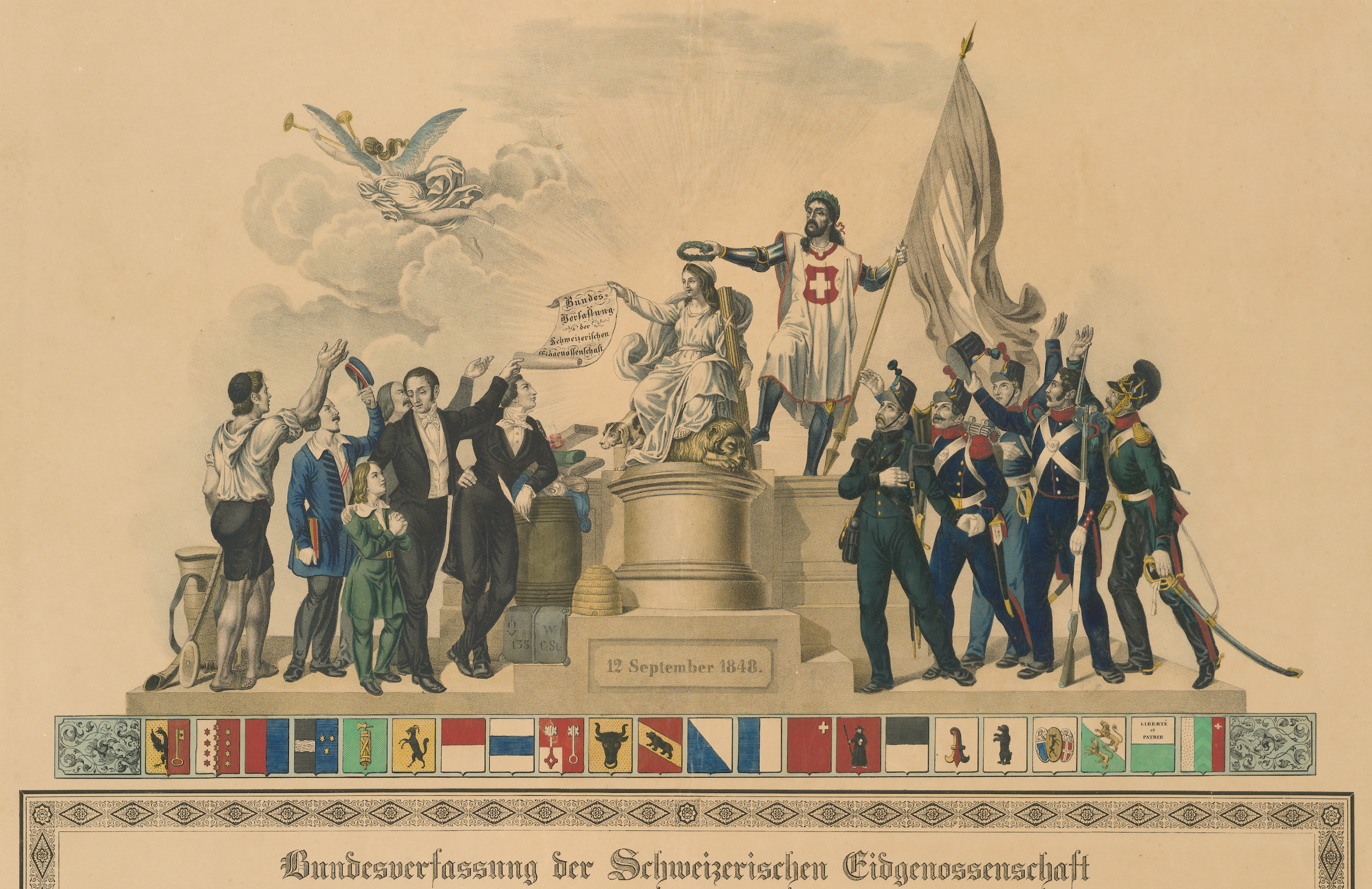
Darstellung zur Erinnerung an das Inkrafttreten der ersten Bundesverfassung am 12. September 1848

Aspekte der Verfassungsgeschichte finden sich in den Artikeln zum Föderalismus, zur Rechtsstaatlichkeit und zu den Grundrechten.

### Bundesrevisionskommission von 1848
Die Tagsatzung hatte am 16. August 1847 beschlossen, eine Kommission zur Revision des Bundesvertrages einzusetzen. Am 17. Februar 1848 traten die Verfassungsmacher von 1848 im Rathaus zum Äusseren Stand in Bern zu ihrer ersten Sitzung zusammen. Es waren mehrheitlich Kantonsoberhäupter und Mitglieder von Kantonsregierungen. Sechs der 23 Kommissionsmitglieder wurden im neuen Staat in den allerersten Bundesrat gewählt. Die Bundesrevisionskommission von 1848 wurde vom Berner Ulrich Ochsenbein präsidiert. Die Arbeit der Kommission beanspruchte 31 Sitzungen in 51 Tagen und endete am 8. April mit der Präsentation eines Verfassungsentwurfs. Dieser wurde anschliessend den Kantonalinstanzen und der Tagsatzung unterbreitet, wo nur wenige Retuschen angebracht wurden.

### Bundesverfassung von 1848

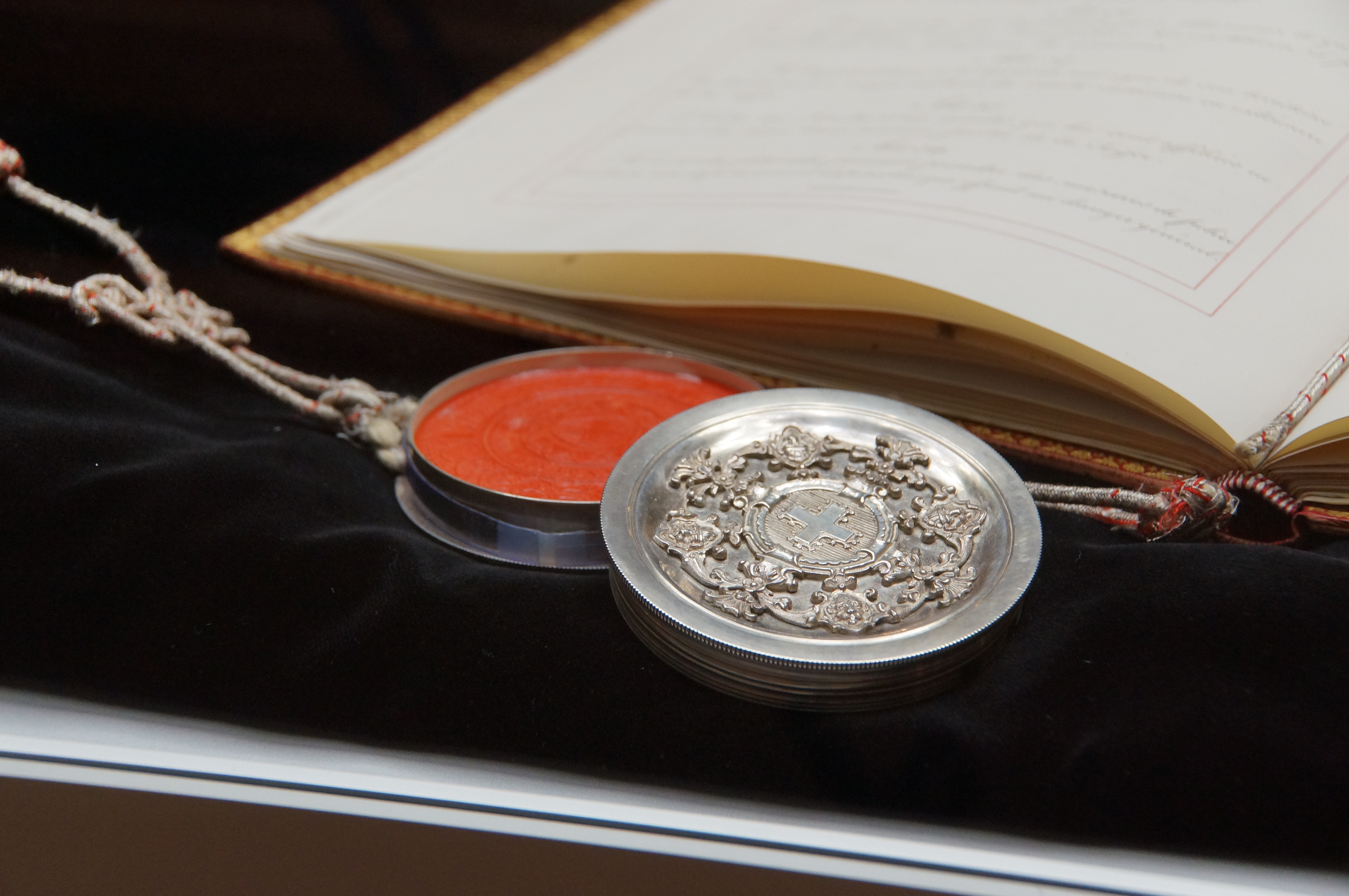
Siegel der Bundesverfassung von 1848

Grundlage für die heutige Bundesverfassung ist die Verfassung vom 12. September 1848, als die Schweiz vom Staatenbund zum Bundesstaat wurde. Diese Verfassung wurde am 14. September 1848 vom letzten Präsidenten der Tagsatzung Alexander Ludwig Funk und dem Kanzler der Eidgenossenschaft Johann Ulrich Schiess unterzeichnet. Der Einführung der Verfassung von 1848 war der kurze Sonderbundskrieg vorausgegangen.
Die Verfassung von 1848 wurde im Juli und August 1848 vom Schweizer Volk (nur Männer) in kantonalen Volksabstimmungen (mit Ausnahme des Kantons Freiburg, für welchen das Kantonsparlament abstimmte) mit 72,8 % Ja-Stimmen angenommen. Die Kantone Appenzell Innerrhoden, Nidwalden, Obwalden, Schwyz, Uri und Zug, Wallis und Tessin stimmten gegen die Annahme der Verfassung. Der Kanton Luzern nahm die Verfassung nur deswegen an, weil die Nichtstimmenden als Ja-Stimmen (Veto-Prinzip) gezählt wurden.
Die neue Verfassung war von der Verfassung der Vereinigten Staaten (das Zweikammerparlament ist dem amerikanischen Repräsentantenhaus und Senat nachgebildet) sowie dem Gedankengut der Französischen Revolution (Bürgerrechte) beeinflusst. Sie sah vor, dass die Kantone eigenständig (souverän) seien, soweit sie diese Souveränität nicht explizit einschränke. Die Zuständigkeit des Bundes war damals eng begrenzt und umfasste im Wesentlichen die Aussenpolitik, das Münzregal, die Festlegung der Masse und Gewichte sowie die Errichtung oder Unterstützung öffentlicher Werke.

### Revision von 1866
Die Verfassung von 1848 wurde 1866 das erste Mal geändert. Die Juden erhielten die Gleichstellung gegenüber den Schweizer Bürgern. 1864 hatte der Bund einen Handels- und Niederlassungsvertrag mit Frankreich abgeschlossen. Der Vertrag sah die gegenseitige Personenfreizügigkeit und Niederlassungsfreiheit für Franzosen und Schweizer vor. Damit wurde eine Inländerdiskriminierung hergestellt, denn die französischen Juden erhielten das Recht auf freie Niederlassung in der gesamten Schweiz, während dieses Recht in der Schweiz den Christen (Art. 41 BV 1848) vorbehalten war. Die öffentliche Meinung erachtete das als ungerecht und forderte eine Gleichstellung der Juden bei der Niederlassung. Diesem Anliegen entsprach die Bundesversammlung mit einer Änderung der Artikel 41 und 48, mit der eine allgemeine Gleichstellung der Juden vor dem Gesetz eingeführt wurde.

### Totalrevisionen von 1872 und 1874

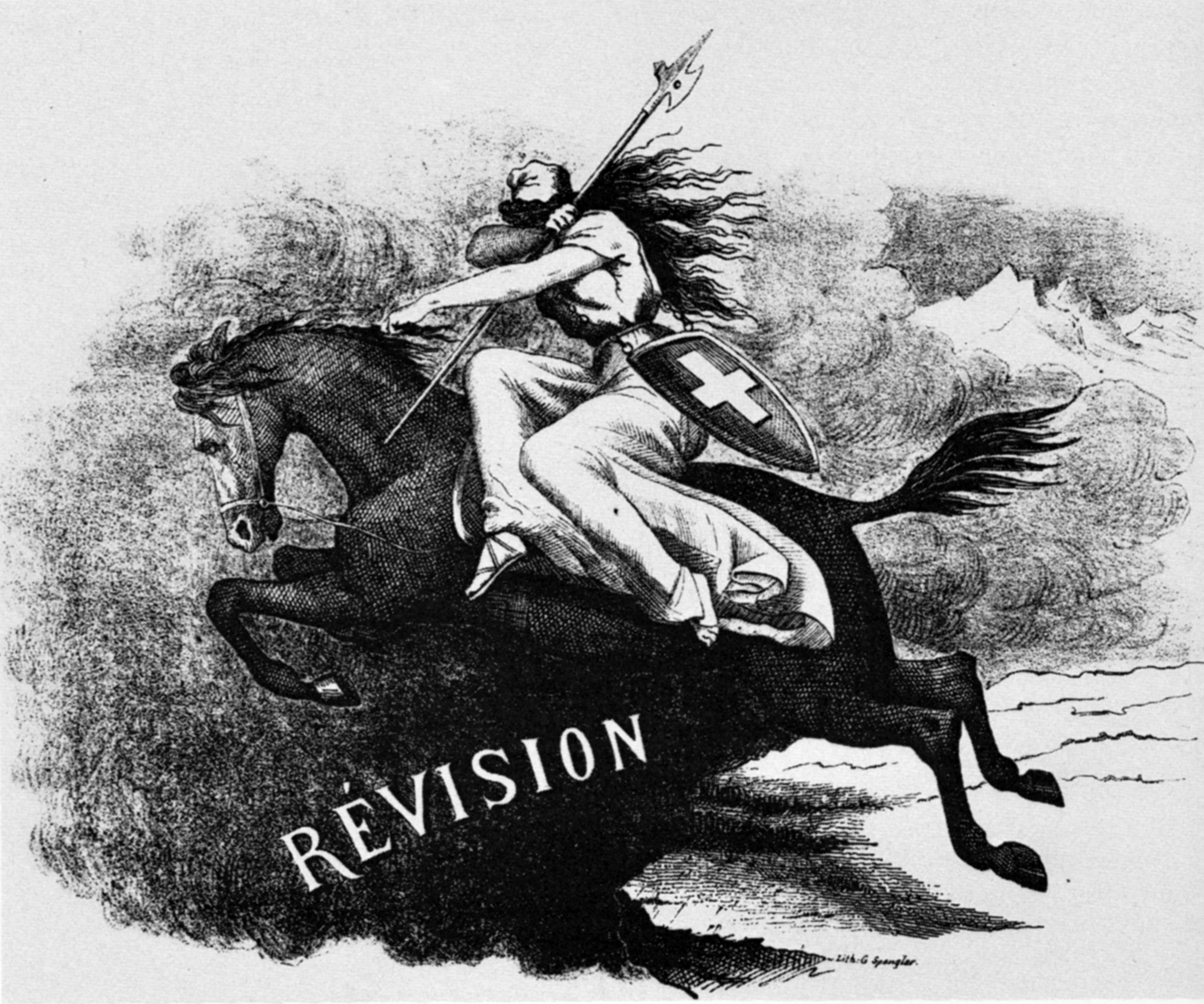
Flugblatt der Gegner der Totalrevision von 1874

Eine Auseinandersetzung im Parlament um die Einführung der Zivilehe setzte eine Debatte in Gang, an deren Ende die Ausarbeitung einer neuen Verfassung stand. Die vorgeschlagene Totalrevision von 1872 war sehr zentralistisch geprägt und rief nicht nur den Widerstand der Katholisch-Konservativen hervor, sondern auch von Föderalisten in der Romandie, denen die Einschränkung der Kantonshoheit zu weit ging. In der Abstimmung am 12. Mai 1872 scheiterte sie am Volks- und Ständemehr.
Da die Abstimmungsniederlage relativ knapp ausgefallen war, machte sich das Parlament umgehend daran, eine gemässigtere Totalrevision auszuarbeiten. Sie sah unter anderem die Einführung des Gesetzesreferendums auf eidgenössischer Ebene vor. Durch den im Vergleich zu 1872 eingeschränkten Ausbau der Bundeskompetenzen konnten die Bedenken der Föderalisten ausgeräumt werden. Die Totalrevision von 1874 wurde am 19. April von Volk und Ständen angenommen und trat am 29. Mai in Kraft.
Seit 1891 enthält die Verfassung das Initiativrecht auf Teilrevision der Bundesverfassung.

### Letzte Totalrevision von 1999

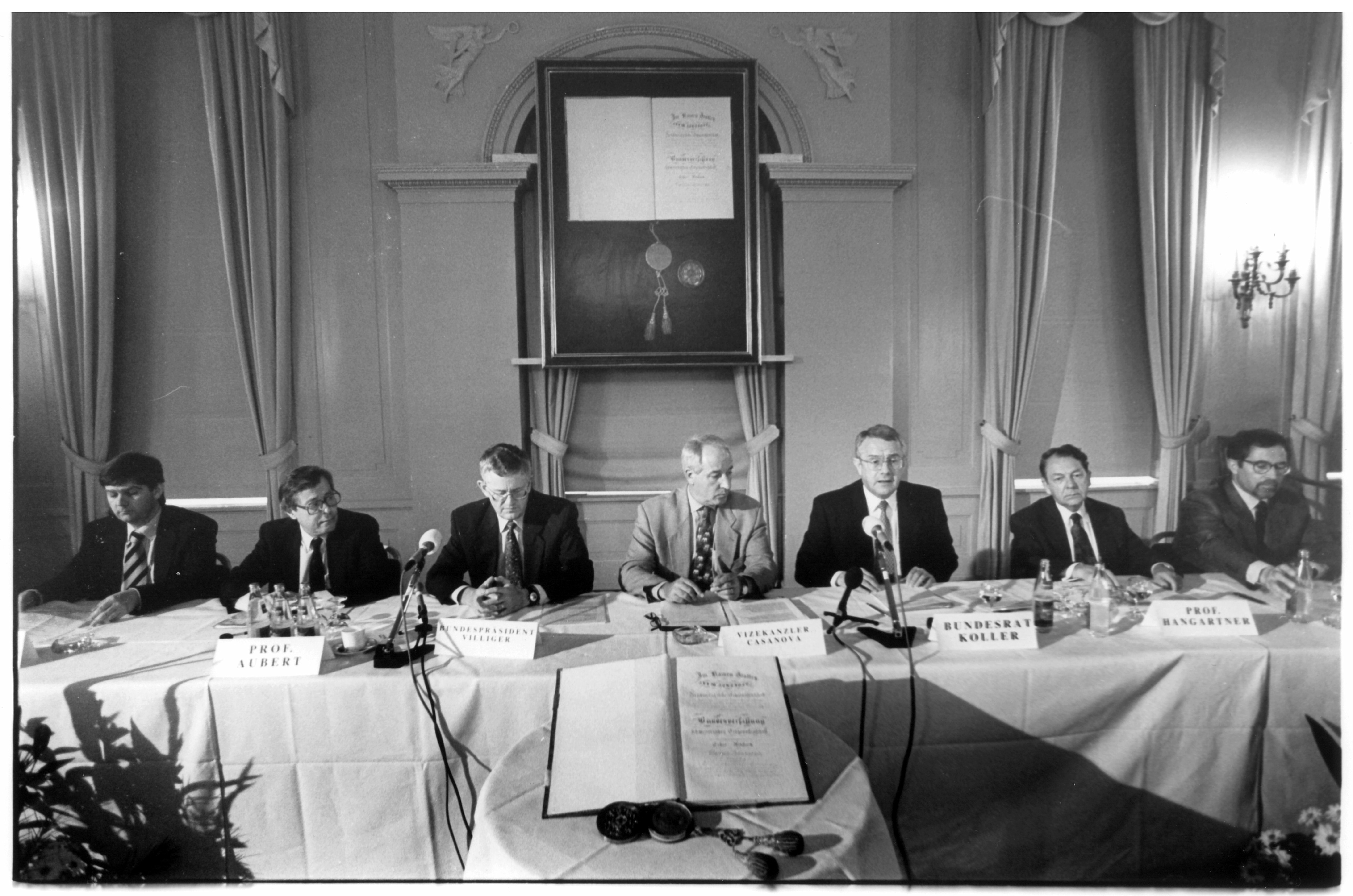
Medienkonferenz am 26. Juni 1995 zur Vernehmlassung zur Reform der Bundesverfassung

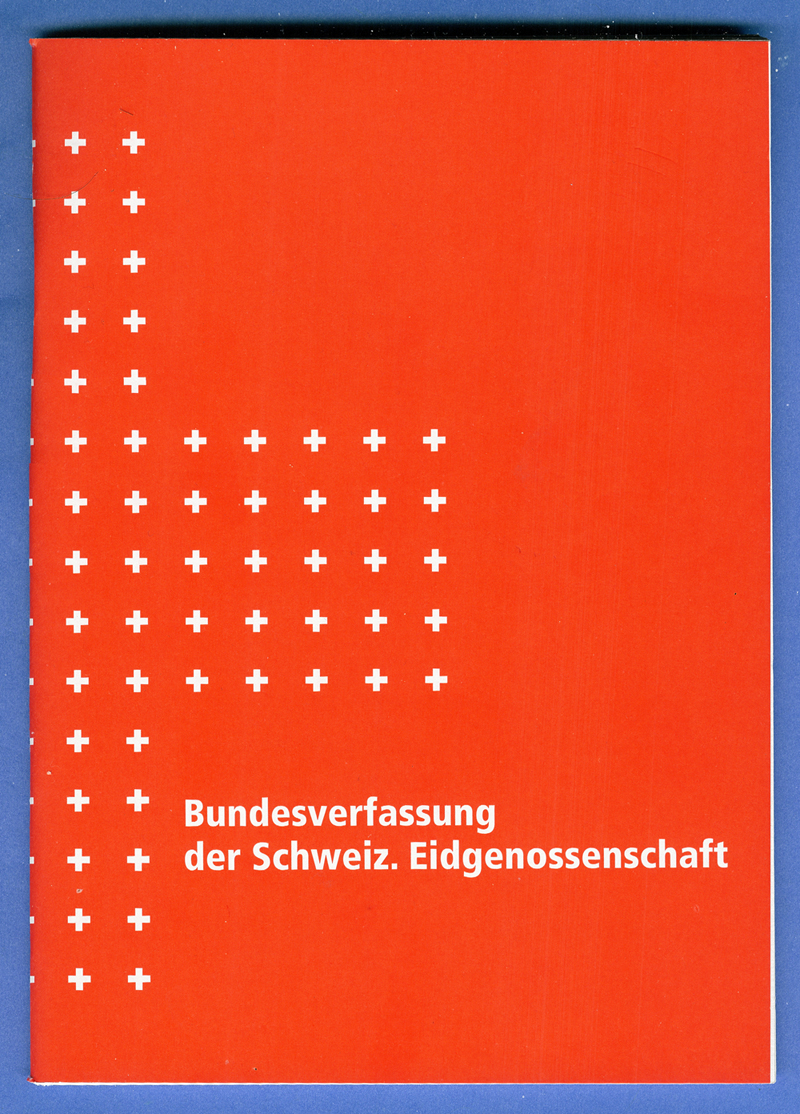
Schweizer Bundesverfassung: Umschlag der amtlichen Ausgabe

Die bisher letzte Totalrevision der Schweizer Verfassung datiert aus dem Jahre 1999. Der Bundesrat bezeichnete seinen Entwurf vom 20. November 1996 als «Nachführung», in deren Rahmen nicht geschriebenes Verfassungsrecht (entstanden im Rahmen der höchstrichterlichen Rechtsprechung durch das Bundesgericht) kodifiziert wurde und nicht auf Verfassungsebene gehörende Bestimmungen (z. B. Absinthverbot) «herabgestuft» wurden. Die Bundesversammlung folgte diesem Konzept einer «Nachführung» zum grösseren Teil, nahm aber auch einige über den Entwurf des Bundesrates hinausgehende inhaltliche Neuerungen auf, insbesondere im Bereich der Organisation der Bundesbehörden, wo die Stellung der Bundesversammlung gegenüber dem Bundesrat wesentlich gestärkt wurde. Die neue Bundesverfassung wurde von Volk und Ständen am 18. April 1999 mit 59,2 % respektive 12 ganzen und 2 halben von 20 ganzen und 6 halben Standesstimmen gutgeheissen. Sie ersetzte die Bundesverfassung vom 29. Mai 1874 (alte Bundesverfassung, kurz aBV) und hat unter anderem neun verschiedene, bis dahin lediglich in Entscheiden des Bundesgerichts und Rechtskommentaren festgehaltene Grundrechte erfasst. Europaweites Novum war außerdem der Schutz der Würde der Kreatur in Art. 120. Die Totalrevision trat am 1. Januar 2000 in Kraft.

## Gliederung

### Allgemeine Bestimmungen
Die Verfassung wird mit der Präambel eingeleitet, die mit der Invocatio Dei «Im Namen Gottes des Allmächtigen!» beginnt. Die darauffolgenden Bestimmungen enthalten die «staatsgestaltenden Grundentscheidungen» des Verfassungsrechts: die Träger (Art. 1) und den Zweck der Eidgenossenschaft (Art. 2), die föderale Grundausrichtung (Art. 3), die vier Landessprachen (Art. 4), die Rechtsstaatlichkeit (Art. 5), das Subsidiaritätsprinzip im Bundesstaat (Art. 5a) und die persönliche Verantwortung des Einzelnen für sich und die Gemeinschaft als Ausdruck der Subsidiarität zwischen Staat und Gesellschaft (Art. 6). Diese Normen sind rechtlich verbindlich, in der Regel jedoch nicht einklagbar. Der Verfassungsgeber verzichtete darauf, einen eigentlichen «Wesensartikel» wie Art. 20 GG aufzunehmen, und normierte abgesehen vom Bundesfeiertag (Art. 110 Abs. 3) keine Symbole der Eidgenossenschaft.

### Grundrechte
Titel 2 umschreibt die Grundrechte (Art. 7–36), die Bürgerrechte (Art. 37–40) und die Sozialziele (Art. 41). Grundrechte schützen elementare Ausprägungen des menschlichen Daseins und insbesondere jene Aspekte, die sich gegenüber der Staatsgewalt als besonders gefährdet erwiesen. Die Freiheitsrechte sind die ältesten anerkannten Grundrechte und sichern dem Individuum als Abwehrrechte eine Sphäre menschlicher Handlungen, in die der Staat nur unter hohen Anforderungen eingreifen darf. Die Freiheitsrechte suchen die staatliche Macht zu begrenzen. Klassische Freiheitsrechte sind der Schutz der körperlichen und geistigen Unversehrtheit, die Religions-, Wirtschafts- oder Meinungsfreiheit. Daneben verbrieft die Bundesverfassung zahlreiche rechtsstaatliche Garantien, die greifen, wenn das Individuum im Kontakt mit dem Staat ist. Art. 8 verpflichtet etwa den Staat, die Rechtsunterworfenen gleich zu behandeln, und verbietet Diskriminierung aufgrund bestimmter verpönter Merkmale. Zu den rechtsstaatlichen Garantien gehören die Verfahrensgrundrechte (Art. 29 ff.), die den Rechtsunterworfenen, wenn sie sich in den Händen des Staates befinden, Rechte im und auf Verfahren einräumen. Die Bundesverfassung garantiert auch soziale Grundrechte, die direkt einklagbare Ansprüche auf staatliche Leistung verbriefen. Anerkannt sind das Recht auf Grundschulunterricht, Existenzsicherung und unentgeltliche Rechtspflege. Schliesslich geniessen die demokratischen Rechte als politische Grundrechte (Art. 34) besonderen Schutz.

### Bund, Kantone und Gemeinde
Titel 3 nennt sich «Bund, Kantone und Gemeinden» und regelt in den Art. 43–135 die Kompetenzaufteilung zwischen den drei staatlichen Gliederungsebenen. Darin ist insbesondere die umfassende Liste der Zuständigkeiten des Bundes (Art. 54–125) von Bedeutung: Jeder Erlass des Bundes muss sich auf eine solche Norm stützen. Existiert keine explizite Bundeskompetenz in einem bestimmten Gebiet, sind dafür die Kantone zuständig und der Bund ist darin nicht befugt, gesetzgeberisch tätig zu werden (siehe Föderalismus in der Schweiz, Subsidiarität). Die Kompetenzen des Bundes sind im Laufe der Zeit ständig erweitert worden, und auch heute ist diese Liste relativ häufigen Änderungen unterworfen – sei es durch Anstoss der Bundesbehörden oder durch Volksinitiativen.

### Volk und Stände
Der vierte Titel ist mit «Volk und Stände» überschrieben und regelt in Art. 136–142 die politischen Rechte des Volkes und der Kantone, insbesondere die direktdemokratischen Volksrechte (Initiative und Referendum). Diese Rechte bilden den Wesenszug des schweizerischen Staatswesens und sind «Identitätsfaktor par excellence». Die Bürger können nicht nur Vertreter wählen, sondern unmittelbar Sachentscheidungen fällen. Unter welchen Voraussetzungen Abstimmungen durchgeführt werden müssen, sieht die Verfassung zwingend vor; das Parlament hat kein Ermessen in diesen Fragen. Es handelt sich mithin um Abstimmungsrechte; akklamatorische Volksbefragungen, Konsultativabstimmungen oder plebiszitäre Referenden sind der Schweiz fremd.

### Organisation der Bundesbehörden
Titel 5 ist den Bundesbehörden gewidmet und umreisst die Organisation und Kompetenzen der Bundesversammlung (Legislative, Art. 143–173), des Bundesrates und der Bundesverwaltung (Exekutive, Art. 174–187) sowie des Bundesgerichtes und der anderen richterlichen Behörden (Judikative, Art. 188–191 sowie Art. 191a–c). Die Organisation der Bundesbehörden ist vom Grundsatz der Gewaltenteilung getragen. In der Schweiz wird die personelle Gewaltenteilung durch strenge Unvereinbarkeitsregeln (Art. 144 BV; Art. 14 ParlG; Art. 60 f. RVOG; Art. 6 BGG) betont, weniger die gegenseitige Hemmung und Kontrolle der Staatsgewalten. Die Verfassung geht davon aus, dass die Bundesversammlung den anderen Staatsorganen übergeordnet ist (Art. 148 Abs. 1 BV). «Insgesamt sind die Gewaltenverschränkungen i.S.v. Hemmungen und Kontrollen aber nur einseitig zugunsten der Bundesversammlung vorgesehen. Mit anderen Worten: Die bestehenden «checks» führen insgesamt zu keinen «balances», weshalb unter verfassungsrechtlichen Gesichtspunkten nicht von einem Gewaltengleichgewicht unter den obersten Bundesbehörden gesprochen werden kann. Während die Bundesversammlung den Bundesrat und das Bundesgericht hemmen kann, bestehen keine entsprechenden Instrumente gegenüber der Bundesversammlung.»

### Revisions- und Übergangsbestimmungen
Der sechste Titel enthält die Bestimmungen zur Verfassungsrevision sowie die Übergangsbestimmungen. Verfassungsänderungen treten nach abgeschlossenem Verfahren umgehend in Kraft. Die Übergangsbestimmungen stellen eine Ausnahme von dieser Regel dar, indem sie vorsehen, dass die neue Verfassungsnorm nach Ablauf einer Frist Geltung erlangt. Art. 196 enthält die Übergangsbestimmungen der Totalrevision von 1999. So sieht etwa die 9. Übergangsbestimmung vor, dass der Bundesrat die Modalitäten des Bundesfeiertags regelt, solange das Parlament kein entsprechendes Bundesgesetz verabschiedet. Diese Übergangsbestimmung sicherte mithin die Kontinuität des Rechts. Ansonsten sind es vor allem Volksinitiativen, die Übergangsbestimmungen vorsehen. Regelmässig verpflichten sie die Bundesversammlung, innert zwei bis drei Jahren die Initiative umzusetzen. Andernfalls muss der Bundesrat in der Zwischenzeit mittels Verordnung zur Umsetzung schreiten.

## Verfassungsänderung

### Verfahren
Jede Änderung der Bundesverfassung ist dem obligatorischen Referendum unterstellt und bedarf der Zustimmung der Mehrheit des Volkes und der Kantone. Damit gehört die Schweiz im internationalen Vergleich zu den Ländern mit den höchsten Hürden für eine Verfassungsänderung.
Bei der Verfassungsrevision können einzelne Artikel (Teil- bzw. Partialrevision) oder die gesamte Verfassung (Totalrevision) geändert werden. Mittels Volksinitiative können 100'000 Stimmberechtigte die Totalrevision der Bundesverfassung verlangen (siehe für Einzelheiten Volksinitiative (Schweiz)#Volksinitiative auf Totalrevision der Bundesverfassung), was mit der Fronteninitiative nur einmal vorkam; die Initiative wurde abgelehnt. Jedes Parlamentsmitglied, jede Fraktion und Kommission kann mit einer parlamentarischen Initiative (Art. 107 ParlG) oder einer Motion (Art. 120 ParlG) eine Totalrevision einleiten, desgleichen die Kantone (Art. 160 Abs. 1 BV, Standesinitiative) oder der Bundesrat (Art. 181 BV). Wenn sich National- und Ständerat nicht einig sind, ob eine Totalrevision durchgeführt werden soll, wird die Frage dem Volk (nicht den Ständen) vorgelegt.
Auch eine Teilrevision der Bundesverfassung kann von den Stimmberechtigten oder dem Parlament, dem Bundesrat oder den Kantonen verlangt werden. Anders als bei der Totalrevision kommt es nicht zu einer Volksabstimmung, wenn sich National- und Ständerat nicht einig sind, ob sie eine Teilrevision der Bundesverfassung durchführen wollen oder nicht. Sollten sich die Differenzen der beiden Räte nicht bereinigen lassen, scheitert das Verfahren (Gesetzgebungsverfahren (Schweiz)). Die Bundesversammlung beschliesst eine Verfassungsänderung mit einfacher Mehrheit. Zur Teilrevision auf dem Weg der Volksinitiative siehe Volksinitiative (Schweiz)#Verfahren bei der Volksinitiative in der Form des ausgearbeiteten Entwurfs.

### Schranken
Die Bundesverfassung kann jederzeit abgeändert werden. Inhaltlich sind der Abänderbarkeit dadurch Schranken gesetzt, dass die Verfassung zwingendes Völkerrecht nicht verletzen darf (Art. 194 Abs. 2 BV). Ob weitere inhaltliche Schranken bestehen, indem die Kernbereiche der fundamentalen Normen der Verfassung wie Grundrechte, Föderalismus, Demokratie und Rechtsstaat verbindlich sind, wird in der Praxis der Bundesversammlung und des Bundesrates verneint, von der juristischen Lehre aber uneinheitlich beurteilt. Die einzige anerkannte ungeschriebene Schranke ist die faktische Durchführbarkeit der Initiative. Dieser Tatbestand ist erfüllt, wenn die angestrebte Regelung physisch Unmögliches verlangt. Im einzigen Anwendungsfall, der Chevalier-Initiative, lag die Undurchführbarkeit im Zeitpunkt begründet: Die Initiative verlangte, dass noch im selben Jahr ihres Zustandekommens die Armeeausgaben um 50 % gesenkt werden sollten. Bis es zur Abstimmung hätte kommen können, wäre die im Text vorgesehene Frist abgelaufen gewesen.
Demnach enthält die Bundesverfassung ausser dem zwingenden Völkerrecht keine unantastbare Verfassungsgarantien, während solche im Ausland vergleichsweise verbreitet sind. Das deutsche Grundgesetz verbietet in der Ewigkeitsklausel (Art. 79 Abs. 3 GG) Verfassungsänderungen, die die Menschenwürde antasten oder die das republikanische Prinzip, das Demokratie-, Rechtsstaat-, Sozialstaats- oder Bundesstaatsprinzip, die Souveränität der Bundesrepublik sowie das Widerstandsrecht des deutschen Volkes angreifen. Mit Berufung auf Art. 79 Abs. 3 GG setzte das Bundesverfassungsgericht etwa die Identität des Grundgesetzes gegenüber Akten der Unionsorgane durch. In Frankreich und Italien ist nur die republikanische Staatsform immerwährend geschützt.
Die Teilrevision darf nicht gegen den Grundsatz der Einheit der Materie und der Form verstossen (Art. 193 und Art. 194 BV). Die Einheit der Materie verlangt, dass ein sachlicher Zusammenhang zwischen den Inhalten der Verfassungsänderung besteht; die vorgeschlagenen Regelungen sollen dasselbe Ziel verfolgen. Eine abstrakte Definition, wann eine Initiative die Einheit der Materie verletzt, ist nicht möglich. In der Praxis wurden zwei Initiativen wegen eines solchen Verstosses für ungültig erklärt: die Initiative «gegen Teuerung und Inflation», weil sie soziale Grundrechte mit wirtschaftspolitischen Kompetenzen des Bundes verband, sowie die Initiative «für weniger Militärausgaben und mehr Friedenspolitik», die die Ausgaben für die Landesverteidigung senken und die eingesparten Mittel für die Friedenspolitik, Sozialversicherung und Umstrukturierung der Rüstungsbetriebe einsetzen wollte.
Diese Schranken sind letztlich Ausfluss aus dem Anspruch auf freie Willensbildung der Stimmberechtigten (Art. 34 Abs. 2 BV). Ein Rechtsakt, der gegen zwingendes Völkerrecht verstösst, ist nichtig, d. h. hat als Rechtsakt nie gegolten und ist deswegen unwirksam. Über einen Gegenstand abzustimmen, der bei Annahme gar nie wirksam sein wird, schliesst Willensbildung aus; der Bürger hat in einem solchen Szenario gar keine echte Wahl; Annahme und Ablehnung würden zum selben Ergebnis führen. Dasselbe Problem existierte bei einer faktisch undurchführbaren Initiative. Das Erfordernis der Einheit der Materie soll verhindern, dass ein Stimmberechtigter eine Initiative gesamthaft verwirft, obwohl er Teile davon, wenn einzeln vorgebracht, annähme.

### Praxis
Die Bundesverfassung wird im internationalen Vergleich oft revidiert – pro Jahr durchschnittlich 1,2 mal trotz der hohen Hürden. Verfassungsänderungen gehören damit zur Alltagspolitik. Warum die rigide Bundesverfassung doch so häufig geändert wird, ist nicht abschliessend geklärt. Giovanni Biaggini, Staatsrechtslehrer an der Universität Zürich, führt als wichtigen Grund die Tatsache an, dass eine Verfassungsänderung im Parlament keine qualifizierte Mehrheit erfordert. Stefan G. Schmid, Verfassungrechtler und -historiker, sieht dagegen die Ursache für die «permanente Verfassungsrevision» in einem der Schweiz eigenen Verfassungsverständnis, das seine Wurzeln im 19. Jahrhundert hat. Die europäischen Verfassungen des 19. Jahrhunderts wurden als ewige, unveränderliche und gleichsam vollkommene Gesetze angesehen. Eine solche Position hat zur Folge, dass Änderungen kaum möglich sind. In der Schweiz waren dennoch bis in die zweite Hälfte des 19. Jahrhunderts Totalrevisionen der kantonalen Verfassungen häufig. Erst der Rechtspositivismus des ausgehenden 19. Jahrhunderts, der die Verfassung von ihrem Nimbus befreite, verschaffte der Idee einer Teilrevision der Bundesverfassung den Durchbruch, weil er die Verfassung «als ein in der Geschichte stehendes, jederzeit gestaltbares, zeitbedingtes, ja durchaus auch «zeitgeistiges», profanes Dokument» begriff. Kaspar und Bernhard Ehrenzeller sehen den Grund auch in einem historischen Wandel, der sich auf die Wirren des 19. Jahrhunderts zurückführen lässt. Im Jahr 1848 konstituierte sich die Schweiz als Bundesstaat, der die Verlierer eines teilweise kriegerischen Konflikts (Sonderbundskrieg) in das Gemeinwesen integrieren musste. Politische Konflikte sollten nunmehr durch Änderung von Recht und Gesetz, nicht mehr mit Gewalt ausgetragen werden. Dieser Anspruch bedingt aber, dass die Verfassung überhaupt geändert werden kann. Im Bericht über den Entwurf einer Bundesverfassung 1848 schlug die «Revisions-Commission» daher Bestimmungen vor, «welche die Revision sehr erleichtern, weil es ein Ausfluß der Souveränetät ist, daß ein Volk die Verfassung ändern könne, wann dasselbe es nothwendig findet, und weil die Erfahrung beweist, daß die meisten Revolutionen ihre Ursache gerade darin fanden, daß Verfassungsänderungen zu viele Hindernisse in den Weg gelegt waren […].»
Die Praxis hat den Anspruch, dass politische Auseinandersetzungen im Rahmen einer Verfassungsänderung gelöst werden sollen, weitgehend verwirklicht. Das Verfassungsrecht entwickelt sich in der Schweiz überwiegend durch formelle Änderung des Texts, nicht durch gerichtliche Interpretation und Rechtsfortbildung. Das hängt auch mit der begrenzten Verfassungsgerichtsbarkeit auf Bundesebene zusammen.